# Sebastian Faesch
Sebastian Faesch (* 6. Juli 1647 in Basel; † 27. Mai 1712 in ebenda) war ein Schweizer Jurist und Numismatiker.

## Leben und Wirken

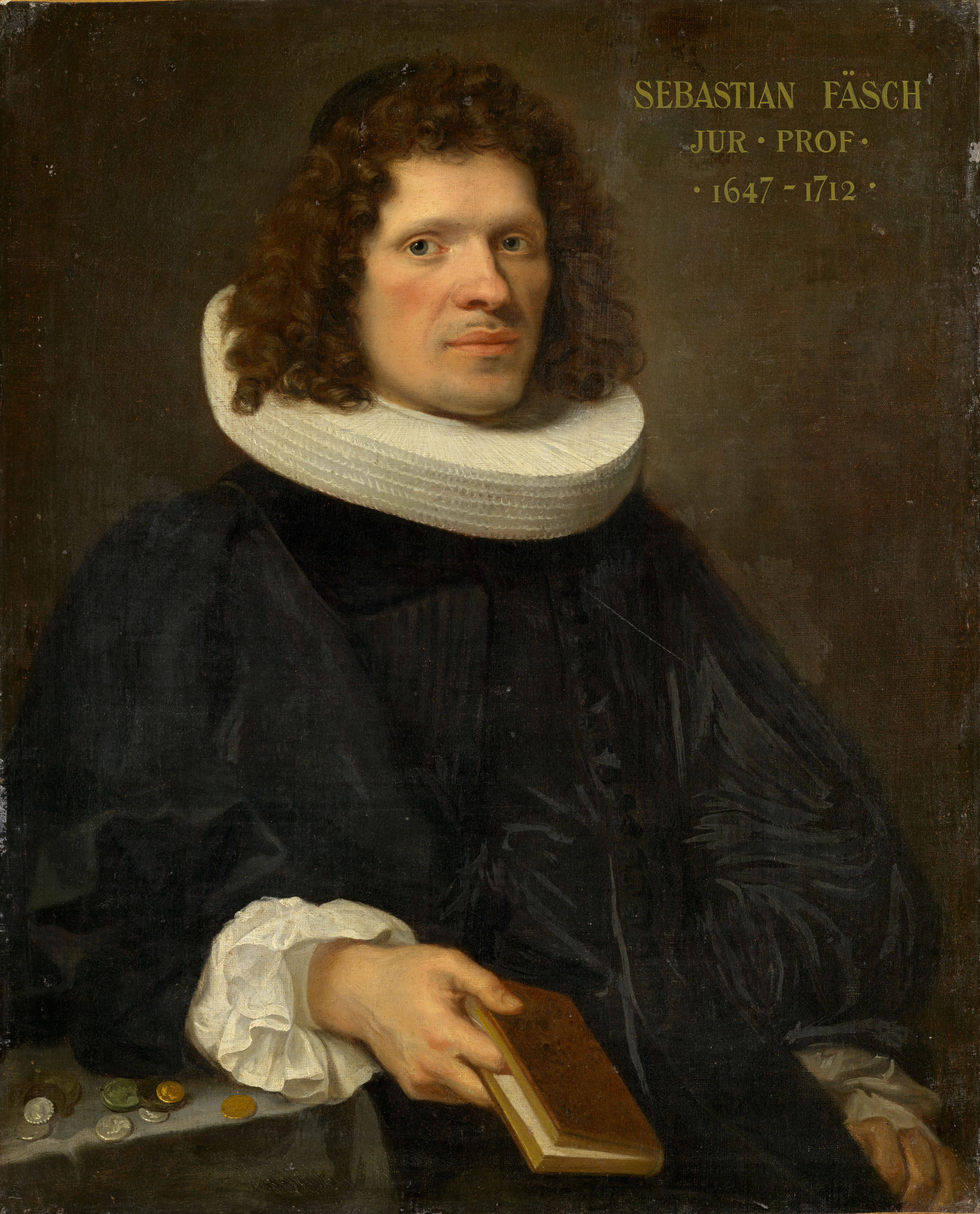
Sebastian Faesch, um 1687

Sebastian Faesch war ein Sohn des Juristen und Professors Christoph Faesch. Das Studium der Rechtswissenschaften begann er im März 1661 in Basel, 1667–1669 setzte er es in Grenoble fort, dort lernte er auch die französische Sprache. Die anschliessende Bildungsreise führte ihn über Lyon nach Paris, wo er auch einer Mahlzeit Ludwigs XIV. beiwohnte. Von dort reiste er nach England. In London beobachtete er König Karl II. bei einer Mahlzeit. In Oxford liess er sich von dem Orientalisten und Oberbibliothekar der Bodleyan Library Thomas Hyde kostbare Handschriften zeigen, in Cambridge traf er den Altphilologen Thomas Gale, mit welchem er später von Basel aus korrespondierte. Über Holland und Deutschland kehrte er nach Basel zurück. Im September 1669 immatrikulierte er sich in Strassburg. 1671 legte Sebastian Faesch in Basel das Examen pro gradu, das Doktorexamen ab. In seiner langen Studienzeit erwarb er ausgedehnte Kenntnisse nicht nur in seinem eigentlichen Fach, sondern auch in den alten Sprachen und der Geschichte, ja er lernte sogar hebräisch. 1678 reiste er durch Österreich nach Italien, mit Aufenthalten in Venedig, Padua, Rom, Florenz und Mailand; in Padua besuchte er den berühmten Professor der Medizin und Numismatiker Charles Patin, welchen er schon in Basel kennen gelernt hatte, in Florenz den gelehrten Büchersammler und Bibliothekar Antonio Magliabechi, und in Rom beschäftigte er sich neben den üblichen Sehenswürdigkeiten vor allem mit griechischen und römischen Münzen. Patin nahm ihn in die von ihm präsidierte Paduaner Accademia dei Ricovrati auf, und Faesch bedankte sich mit einem Lobgedicht in griechischer und lateinischer Sprache auf die Stadt Venedig, welches im folgenden Jahr auch gedruckt wurde. Im folgenden Jahr kehrte er nach Basel zurück, promovierte 1681 zum Doktor der Jurisprudenz und wurde gleich anschliessend Professor an der Universität. Faesch war wiederholt Dekan seiner Fakultät, zweimal Rektor der Universität, daneben war er als Gutachter gefragt, 1686 wurde er auch städtischer Rechtskonsulent. Im Jahr 1706 wurde er als Stadtschreiber und Deputat gewählt und trat deshalb von seiner Professur zurück. Sebastian Faesch war nun der oberste Beamte der Stadt und Verwalter des Kirchen- und Schulgutes, das waren zwei hoch angesehene und verantwortungsvolle Ämter.
Die Zeitgenossen sahen in Sebastian Faesch vor allem den Gelehrten und Altertumskundigen. Nach dem Tod seines Vaters übernahm er 1683 die Verwaltung des von seinem Onkel Remigius Faesch gegründete Faeschische Kabinett. Als bedeutender Kenner der Numismatik vermehrte er darin neben der Bibliothek vor allem die Sammlung von antiken Münzen. Seine Korrespondenz mit anderen Gelehrten ist auf der Universitätsbibliothek Basel erhalten, selber publiziert hat er dagegen nur ganz wenig.

## Schriften
- Dissertatio de insignibus eorumque iure. Jakob Bertsche, Basel 1672 (online; Dissertation; ein Nachdruck ist 1727 in Altdorf erschienen).
- Collatio legum quarundam in digesta relatarum quae pugnare secum videntur. Jakob Bertsche, Basel [ca. 1677] (online).
- De nummo Pylaemenis Euergetae regis Paphlagoniae epistola. Litteris Johann Ludwig König & Johann Brandmüller, Basel 1680 (online).
- Manipulus quaestionum iuris illustrium tumultuarius. Jakob Bertsche, Basel 1681 (online).